# Dominic Day
Dominic Day (Pembroke, 22 agosto 1985) è un ex rugbista a 15 britannico che giocava come seconda linea. A livello internazionale ha disputato 3 incontri per il Galles.

## Biografia
Day fu aggregato alla franchigia gallese degli Scarlets, militante in Pro12, durante la stagione 2006-07, ma dovette aspettare quella successiva per fare il suo debutto. Con la squadra gallese giocò per sei stagioni fino a quando, a causa del tetto salariale, gli Scarlets non gli rinnovarono il contratto e Day firmò, quindi, un triennale con il Bath. Durante i quattro anni passati con la squadra inglese raggiunse una volta la finale di European Rugby Challenge Cup e quella di English Premiership perdendo in entrambe le occasioni. Al termine della stagione 2015-16, Day lasciò il Bath e si trasferì nei Toyota Verblitz, squadra militante nella Top League giapponese. Nell'agosto del 2016 annunciò di aver firmato un contratto con i Melbourne Rebels per disputare il Super Rugby 2017.
Day partecipò con la selezione gallese di categoria alla Coppa del Mondo di rugby under21 del 2006. Inserito dall'allenatore Warren Gatland nella squadra del Galles per preparare la Coppa del Mondo di rugby 2015, esordì con la maglia della nazionale nell'incontro preparatorio con l'Irlanda. Successivamente giocò anche l'altra sfida di preparazione con l'Italia e debuttò nel mondiale contro l'Uruguay.

## Palmarès
- Premiership: 2
Saracens: 2017-18, 2018-19
- Champions Cup: 1
Saracens: 2018-19